# Регби в Казахстане
Регби в Казахстане считается одним из популярных видов спорта. В июне 2009 года в стране насчитывалось 20 клубов и 2335 зарегистрированных игроков; в рейтинге от мая 2018 года Казахстан занимал 61-е место. Большей популярностью пользуется регби-7 по сравнению с регби-15. Руководит организацией спорта Федерация регби Казахстана.

## Краткая история
Развитие казахского регби непосредственно связано с развитием регби в СССР. Считается, что первые клубы появились после 1966 года благодаря уроженцу Краснодара, будущему Заслуженному тренеру Казахской ССР Юрию Лонину, который прошёл стажировку в московском «Спартаке» и переехал затем в Алма-Ату. Первой командой стала команда Алма-Атинского домостроительного комбината, позже получившая известность как команда Алма-Атинского политехнического института, а с 1982 года игравшая под названием СКА. В активе СКА были бронзовые медали чемпионата СССР 1988 года и серебряные медали чемпионата СССР 1991 года, а также победа в Кубке СССР в 1988 году. Наиболее известными игроками казахского регби стали Ильхам Исхаков,  Мурат Уанбаев, получившие опыт выступлений во Франции.
Федерация регби Казахстана была основана в 1993 году, членом Международного регбийного совета стала в 1997 году, а в состав Регби Азии вошла в 1999 году. Из-за финансовых проблем казахская сборная не выступала до 1998 года, пока её не собрали Валерий Попов, Вячеслав Филиппов и Александр Стальмахович. Казахская сборная выступает в турнирах, организуемых Регби Азии: как по регби-15, так и по регби-7. В 2007 году на турнире в одном из дивизионов чемпионата Азии среди 9 команд сборная Казахстана впервые одержала победу, получив право играть в высшем дивизионе и соревноваться со сборной Японии, неоднократным чемпионом Азии и постоянным участником Кубка мира (в 2008 году на встрече с Японией в Алма-Ате собралось 6 тысяч человек). Женская сборная Казахстана по регби выступает с 1993 года и отметилась играми на первом чемпионате мира; женская сборная по регби-7 выиграла Азиатские игры в 2010 году и становилась бронзовым призёром Азиатских игр в 2014 и 2018 годах; в 2016 году казахские спортсменки потерпели поражение в шаге от решающего матча за выход на Олимпиаду в Рио-де-Жанейро.
Ударом по репутации казахского регби стало осуждение Мурата Уанбаева за мошенничество в январе 2019 года: по словам обвинения, в 2018 году Уанбаев незаконно присвоил средства, выделенные женской сборной на участие в международном турнире в Гонконге. В 2025 года федерацию возглавил министр промышленности и строительства Канат Шарлапаев.